# وحشي البافقي
وحشي البافقي (ت. 991 هـ) هو شاعر فارسي ، من العهد الصفوي.
هو شمس الدين، وقيل كمال الدين محمد البافقي الكرماني اليزدي، المشتهر بوحشي. ولد في قصبة بافق من أعمال كرمان ، غير أن أكثر مقامه كان في يزد. عاصر السلطان شاه طهماسب الصفوي ، وله قصيدة في مدحه. توفي في يزد سنة 991 هـ، وقيل سنة 961 هـ.

## آثاره
له ديوان شعر، وله من المثنويات: «ناظر ومنظور» ، و «خلد برين» ، و «فرهاد وشيرين».